# 盧氏割齒喉盤魚
盧氏割齒喉盤魚，為輻鰭魚綱鱸形目喉盤魚亞目喉盤魚科的其中一種，分布於中西大西洋區，包括千里達、安圭拉、美屬維京群島海域，棲息深度5-14公尺，體長可達1.9公分，屬底棲性魚類。